# Championnat de Biélorussie de football 2002
Navigation
Saison précédente Saison suivante
La saison 2002 du Championnat de Biélorussie de football était la 12e édition de la première division biélorusse. Elle regroupe les quatorze meilleurs clubs biélorusses au sein d'une poule unique qui s'affrontent en matchs aller et retour. En fin de saison, pour permettre le retour du championnat à 16 clubs, le dernier du classement est relégué en D2 et remplacés par les trois meilleurs clubs de First League.
Le BATE Borisov redevient champion de Biélorussie, trois ans après son premier titre, en battant lors du match d'appui le FK Neman Grodno, puisque les 2 clubs ont terminé à égalité de points en tête du championnat. Le Shakhtyor Soligorsk prend la 3e place, à 5 points du duo de tête tandis que le tenant du titre, le FK Belshina Babrouïsk, ne prend que la 8e place à 19 points du nouveau champion.

## Les 14 clubs participants
| - FK Dynamo Minsk - FK Molodekhno 2000 - FK Dynamo Brest - Torpedo Jodzina - Promu de First League - Neman-Belcard Grodno - Lokomotiv-96 Vitebsk - FK Dnepr-Transmash Moguilev | - Zvyazda-VA-BDU Minsk - Promu de First League - Torpedo-MAZ Minsk - Shakhtyor Soligorsk - FK Belshina Babrouïsk - BATE Borisov - FK Slaviya Mozyr - FK Gomel |

## Compétition
Le barème de points servant à établir le classement se décompose ainsi :
- Victoire : 3 points
- Match nul : 1 point
- Défaite : 0 point

### Classement
| Rang | Équipe                  | Pts | J  | G  | N | P  | Bp | Bc | Diff |
| ---- | ----------------------- | --- | -- | -- | - | -- | -- | -- | ---- |
| 1    | BATE Borisov            | 56  | 26 | 18 | 2 | 6  | 51 | 20 | +31  |
| 2    | Neman Grodno            | 56  | 26 | 17 | 5 | 4  | 47 | 20 | +27  |
| 3    | Shakhtyor Soligorsk     | 51  | 26 | 15 | 6 | 5  | 41 | 23 | +18  |
| 4    | Torpedo-MAZ Minsk       | 51  | 26 | 15 | 6 | 5  | 30 | 16 | +14  |
| 5    | Torpedo Jodzina P       | 43  | 26 | 13 | 4 | 9  | 38 | 27 | +11  |
| 6    | FK Gomel C              | 43  | 26 | 13 | 4 | 9  | 46 | 33 | +13  |
| 7    | FK Dynamo Minsk         | 42  | 26 | 12 | 6 | 8  | 44 | 28 | +16  |
| 8    | FK Belshina Babrouïsk T | 37  | 26 | 12 | 4 | 10 | 44 | 38 | +6   |
| 9    | Dnepr-Transmash Mogilev | 36  | 26 | 10 | 6 | 10 | 38 | 37 | +1   |
| 10   | FK Dynamo Brest         | 32  | 26 | 8  | 8 | 10 | 25 | 26 | -1   |
| 11   | FK Slaviya Mozyr        | 24  | 26 | 6  | 6 | 14 | 38 | 61 | -23  |
| 12   | Zvyazda-VA-BDU Minsk P  | 18  | 26 | 4  | 6 | 16 | 28 | 48 | -20  |
| 13   | FK Molodekhno 2000      | 12  | 26 | 3  | 3 | 20 | 23 | 59 | -36  |
| 14   | Lokomotiv-96 Vitebsk    | 9   | 26 | 3  | 0 | 23 | 20 | 77 | -57  |

|  | Participation au match d'appui pour le titre |
|  | Qualification pour la Coupe UEFA 2002-2003   |
|  | Qualification pour la Coupe Intertoto 2003   |
|  | Relégation en deuxième division              |

### Matchs

#### Match d'appui pour le titre
| 8 novembre 2002 | BATE Borisov   | 1 - 0 a.p. | Neman Grodno | Traktar Stadium, Minsk                               |                                                      |
|                 | Tarasenka 102e |            |              | Spectateurs : 7 000 Arbitrage : Uladzimir Sukhavarau | Spectateurs : 7 000 Arbitrage : Uladzimir Sukhavarau |

- BATE Borisov remporte le titre de champion de Biélorussie et se qualifie par la même occasion pour la Ligue des champions 2003-2004. Le club de Neman Grodno est quant à lui qualifié pour la Coupe UEFA 2003-2004.

## Bilan de la saison
| Championnat de Biélorussie de football 2002 |                          |
| Champion                                    | BATE Borisov (1er titre) |
| Coupes et trophées                          |                          |
| Vainqueur de la Coupe de Biélorussie 2002   | FK Gomel                 |
| Qualifications continentales                |                          |
| Ligue des champions 2003-2004               | BATE Borisov             |
| Coupe UEFA 2002-2003                        | FK Neman Grodno          |
| Coupe UEFA 2003-2004                        | FK Gomel                 |
| Coupe Intertoto 2003                        | Shakhtyor Soligorsk      |
| Promotions et relégations                   |                          |
| Promus en Premier League                    | Lokomotiv Minsk          |
| Promus en Premier League                    | Naftan Novopolotsk       |
| Promus en Premier League                    | Daryda Minsk Rayon       |
| Relégués en First League                    | Lokomotiv-96 Vitebsk     |